# Lijst van burgemeesters van Almelo
Dit is een lijst van burgemeesters van de Nederlandse gemeente Almelo in de provincie Overijssel. 

Deze gemeente heeft bestaan tot 1 juli 1818, waarna zij werd opgesplitst in de gemeenten Ambt Almelo en Stad Almelo. Op 1 januari 1914 werden deze gemeenten weer samengevoegd tot het huidige Almelo.

## Voor 1818
| Ambtsperiode | Naam burgemeester           | Partij of stroming | Bijzonderheden                        |
| ------------ | --------------------------- | ------------------ | ------------------------------------- |
| 1605         | Henrick van Swam            |                    |                                       |
| 1658         | Meijer                      |                    |                                       |
| 1658         | Prinse                      |                    |                                       |
| 1662-1687    | Johan Swam                  |                    |                                       |
| 1665         | Hendrick Peters van Rijssen |                    |                                       |
| 1692-1715    | Henrick Schuytemaker        |                    |                                       |
|              | Peter Arents                |                    |                                       |
| 1738         | Hendrik Jan Bruins          |                    |                                       |
| 1746         | Albertus Bastiaan           |                    |                                       |
| 1767         | Jacobus Revius              |                    |                                       |
| 1768 ~ 1771  | Unico Willem Kock           |                    |                                       |
| 1770         | Johannes Bolk               |                    |                                       |
| 1770         | Willem Jolink               |                    |                                       |
| 1770         | Jan Hendrik Boom L.z.       |                    |                                       |
| 1772-1793    | Derk B. Bruins              |                    | benoemd door de heer van Almelo       |
| 1780         | Warner Hobes                |                    |                                       |
| 1785-1793    | dr. W.H. Lamberts           |                    | arts, benoemd door de heer van Almelo |
| 1785-1787    | Gerrit Dake                 |                    | gekozen                               |
| 1785-1787    | Jacobus Revius              |                    | gekozen                               |
| 1788         | Berend ten Bruggenkate H.z. | patriot            |                                       |
| 1793         | Berend ten Bruggekate I.z.  |                    |                                       |
| 1793         | J.W. Harwig                 |                    | procureur                             |
| 1801-1811    | mr. Elias Dull              |                    | baljuw van de heerlijkheid Almelo     |
| 1811-1818    | mr. Jacobus van Riemsdijk   |                    | bleef burgemeester van Stad Almelo    |

## Na 1914
| Ambtsperiode | Naam burgemeester                  | Partij of stroming | Bijzonderheden                                                                     |
| ------------ | ---------------------------------- | ------------------ | ---------------------------------------------------------------------------------- |
| 1914-1925    | Dirk Rudolph Wijckerheld Bisdom    |                    | vh. burgemeester van Kortgene, Barendrecht en Stad Almelo                          |
| 1925-1945    | mr. Mello Sichterman               |                    |                                                                                    |
| 1946-1966    | mr. Jan Marie Ravesloot            | CHU                | werd burgemeester van Delft                                                        |
| 1966-1970    | mr. Hedzer Rijpstra                | CHU                | werd commissaris van de Koningin in Friesland                                      |
| 1970-1988    | mr. F.J.H. (Frits) Schneiders      | CHU / CDA          |                                                                                    |
| 1988-1997    | H.G.J. (Harry) van Roekel          | CDA                | was gedeputeerde van Overijssel                                                    |
| 1997-1998    | mr. D.C.B. (Don) Burgers           | CDA                | waarnemend                                                                         |
| 1998-2009    | drs. M.A.J. (Menno) Knip           | VVD                | vh. burgemeester van Hasselt en Noordoostpolder                                    |
| 2009         | drs. J. (James) van Lidth de Jeude | PvdA               | waarnemend, vh. burgemeester van Deventer                                          |
| 2009-2016    | J.H.M. (Jon) Hermans-Vloedbeld     | VVD                | vanaf 14 december 2015 waarnemend                                                  |
| 2014-2015    | mr. W.P.M. (Willem) Urlings        | CDA                | waarnemend                                                                         |
| 2016-2023    | A.J. (Arjen) Gerritsen             | VVD                | vh. burgemeester van Haren en De Bilt, werd commissaris van de Koning in Flevoland |
| 2023-2024    | drs. M.M. (Mirjam) van 't Veld     | CDA                | waarnemend                                                                         |
| 2024-heden   | R.T.A. (Richard) Korteland         | VVD                | vh. burgemeester van Meppel                                                        |